# سیارک ۱۶۰۰۲
سیارک ۱۶۰۰۲ (به انگلیسی: 16002 Bertin، نامگذاری:1999AM24) شانزده هزار و دومین سیارک کشف شده‌است که در ۱۵ ژانویه ۱۹۹۹ کشف شد.
قدر مطلق سیارک برابر ۱۷.۸ است.